# Ižakovci
Ižakovci (mađarski: Murasziget, prekomurski [ravensko narječje] Ižekovci), naselje u slovenskoj Općini Beltincu. Ižakovci se nalazi u pokrajini Prekmurju i statističkoj regiji Pomurju. U Ižakovcima se rodio slovenski pisac Ivan Perša.

## Stanovništvo
Prema popisu stanovništva iz 2002. godine naselje je imalo 820 stanovnika.